# Antonio Zugarelli
Antonio Zugarelli (* 17. Januar 1950 in Rom) ist ein ehemaliger italienischer Tennisspieler.

## Karriere
Zugarelli begann seine Tenniskarriere 1973. Er konnte jeweils ein Turnier im Einzel und im Doppel gewinnen. Von 1971 bis 1979 kam er in der italienischen Davis-Cup-Mannschaft zum Einsatz. Er bestritt insgesamt 16 Matches, von denen er sieben gewann. 1976 gehörte er zu der Auswahl, die sich im Davis Cup mit 4:1 gegen Chile durchsetzte. Im Finale verlor er gegen Belus Prajoux mit 4:6, 4:6, 2:6.

## Erfolge
| Legende                       |
| Grand Slam                    |
| Tennis Masters Cup            |
| ATP Masters Series            |
| ATP International Series Gold |
| ATP International Series (2)  |

| ATP-Titel nach Belag |
| Hartplatz (0)        |
| Sand (2)             |
| Rasen (0)            |
| Teppich (0)          |

### Einzel

#### Turniersiege
| Nr. | Datum        | Turnier | Belag | Finalgegner        | Ergebnis      |
| --- | ------------ | ------- | ----- | ------------------ | ------------- |
| 1.  | 4. Juli 1976 | Båstad  | Sand  | Corrado Barazzutti | 4:6, 7:5, 6:2 |

#### Finalteilnahmen
| Nr. | Datum        | Turnier     | Belag | Finalgegner      | Ergebnis           |
| --- | ------------ | ----------- | ----- | ---------------- | ------------------ |
| 1.  | 22. Mai 1977 | Rom Masters | Sand  | Vitas Gerulaitis | 2:6, 6:7, 6:3, 6:7 |

### Doppel

#### Turniersiege
| Nr. | Datum         | Turnier | Belag | Partner            | Finalgegner                | Ergebnis      |
| --- | ------------- | ------- | ----- | ------------------ | -------------------------- | ------------- |
| 1.  | 12. Juni 1978 | Brüssel | Sand  | Jean-Louis Haillet | Onny Parun Vladimír Zedník | 4:6, 7:5, 6:2 |

#### Finalteilnahmen
| Nr. | Datum             | Turnier   | Belag       | Partner            | Finalgegner                       | Ergebnis |
| --- | ----------------- | --------- | ----------- | ------------------ | --------------------------------- | -------- |
| 1.  | 16. März 1975     | München   | Teppich (i) | Corrado Barazzutti | Bob Hewitt Frew McMillan          | 3:6, 4:6 |
| 2.  | 28. März 1976     | Valencia  | Sand        | Corrado Barazzutti | Juan Gisbert Manuel Orantes       |          |
| 3.  | 22. Januar 1978   | Baltimore | Teppich (i) | Roger Taylor       | Frew McMillan Fred McNair         | 3:6, 5:7 |
| 4.  | 26. November 1978 | Bologna   | Teppich (i) | Jean-Louis Haillet | Peter Fleming John McEnroe        | 1:6, 4:6 |
| 5.  | 29. Juli 1979     | Kitzbühel | Sand        | Dick Crealy        | Željko Franulović Heinz Günthardt | 2:6, 4:6 |